# Sara Kolak
Sara Kolak (Ludbreg, 22. lipnja 1995.) hrvatska je atletičarka koja se natječe u bacanju koplja. Njezin osobni rekord je ujedno i hrvatski rekord, a iznosi 68,43 m. Na Olimpijskim igrama u Rio de Janeiru je osvojila zlatnu medalju. Osvajačica je brončane medalje sa Svjetskog juniorskog prvenstva 2014. godine i također osvajačica europske juniorske bronce 2013. godine. Prva hrvatska atletičarka koja je kopljem (bilo kojim modelom) prebacila 60 m (2016. godine).

## Športska karijera

### Početci i juniorski uspjesi
Sara Kolak rođena je u Ludbregu 22. lipnja 1995. Svoje prve atletske korake napravila je u osnovnoj školi, gdje ju je njezinu darovitost prepoznao profesor tjelesnog odgoja. Tako je na nastavi tjelesnog počela bacati lopticu, varijaciju bacanja kugle, te je u toj kategoriji ubrzo počela odlaziti na natjecanja. Budući da je još kao sedmašica najbolje bacala lopticu u Erste plavoj ligi, počela je trenirati bacanje koplja u Atletskom klubu »Sloboda« iz Varaždina.
Nakon vrlo dobrih rezultata na kadetskim prvenstvima, odlazi u riječki klub »Kvarner« te se upisala u Prvu riječku gimnaziju. Usporedno s pohađanjem gimnazije, nastavila je trenirati koplje u Rijeci. Prvu je godinu živjela u đačkom domu, nakon čega se cijela obitelj preselila u Rijeku. Početkom 2013. godine prešla je u juniore, čime je omogućila i nastup na europskim i svjetskim juniorskim prvenstvima.
Na Europskom juniorskom prvenstvu 2013. u talijanskom Rietiju osvojila je brončano odličje bacivši koplje 57,79 metara, postavivši svoj osobni rekord i popravivši državni juniorski i seniorski rekord za 99 centimetara. Nakon svog prvog juniorskog odličja, imala je ozljedu leđa i ramena, zbog čega je propustila nekoliko manjih juniorskih susreta.
Slijedeće godine se oporavila i osvojila brončano odličje na Svjetskom juniorskom prvenstvu u srpnju 2014. održanom u Eugeneu, u američkoj saveznoj državi Oregonu. U završnici natjecanja bacila je koplje 55,74 metra, za 60 centimetara bolje od četvrtoplasirane Poljakinje Marceline Witek.
Nakon svoje druge osvojene bronce počela je ponovno osjećati bolove te je u listopadu 2014. operirala napuknuto desno rame u Krapinskim Toplicama. Nakon teške i dugotrajne operacije, izgubila je na težini i počela s oporavkom. Zbog oporavka se nije natjecala cijelu 2015. godinu.

### Seniorska karijera

#### 2016.: Europska bronca i olimpijsko zlato
Početkom 2016. službeno je prešla u seniorsku konkurenciju te nakon jednogodišnjeg oporavka, ponovno počela trenirati.
Svoj je rekord popravila za 2,45 metara 29. veljače 2016. na otvorenom prvenstvu Slovenije. Kao članica AK »Kvarner« bacila je novi hrvatski rekord u koplju u iznosu od 60,24 metara, čime je ispunila normu (57,50 m) za europsko prvenstvo u Amsterdamu. Ovim je postala prva Hrvatica koja je bacila koplje preko 60 metara. Veličina uspjeha je i u tome što je rekordni hitac postigla u prvom nastupu nakon ozljede i 15 mjeseci izbivanja iz športa.
Na otvorenom bacačkom prvenstvu u Splitu 6. ožujka 2016. poboljšala je opet svoj hrvatski rekord za preko 2 metra, na 62,75 metara, ostvarila olimpijsku normu te je postala 11. hrvatska atletičarka koja se plasirala na Olimpijske igre u Rio de Janeiru.
Sredinom ožujka nastupila je na Europskom zimskom bacačkom kupu u rumunjskom Aradu, gdje je osvojila srebro s hicem od 58,11 metara.
Nakon što je ostvarila normu za Olimpijske igre, s trenerom Andrejom Hajnšekom počela se pripremati za Europsko prvenstvo 2016. u Amsterdamu. Tamo je početkom srpnja nastupila u prednatjecanju i plasirala se među 12 najboljih europskih kopljašica. U trećoj seriji završnice bacila je koplje 63,50 metara ponovno postavljajući hrvatski rekord i osvojivši brončano odličje, svoje prvo odličje u seniorskoj konkurenciji. Tada je bacila dalje od svjetske prvakinje Katharine Molitor i dvostruke olimpijske pobjednice i svjetske rekorderke Čehinje Barbore Špotakove.
Iako je na Olimpijske igre u Rio de Janeiru došla kao debitantica, opravdala je sve svoje prijašnje uspjehe. Prednatjecanje otvorila je s dva slaba hitca od 55,68 i 55,86 metara te je držala 15. mjesto. U trećoj seriji bacila je koplje 64,30 metara, ponovno popravivši hrvatski rekord za 80 centimetara, i 3. mjestom osigurala nastup u olimpijskoj završnici.
U samoj završnici Olimpijskih igara, u četvrtoj seriji, bacila je koplje 66,18 metara i osvojila 5. zlatno odličje za Hrvatsku na OI 2016. u Riju. To je tada bio 23. rezultat na ljestvici svih vremena.
Tadašnji predsjednik IAAF-a, Sebastian Coe, proglasio je Saru Kolak najvećim iznenađenjem cijelog atletskog programa Olimpijskih igara u Riju.
Svojim osobnim i aktualnim državnim rekordom popravila je prijašnji državni rekord Ivane Vuković za nešto manje od 12 m.
Na Europskom zimskom bacačkom kupu 2017. pobijedila je u U23 konkurenciji s hitcem duljim od pobjednice u seniorskoj konkurenciji.
Na mitingu Dijamantne lige u Lauseanni pobijedila je s najboljim rezultatom na svijetu u 2017. godini od 68,43 m, kojim je postavila novi hrvatski rekord. To je bio 7. rezultat na ljestvici svih vremena.

## Osobni život
Zanimljivo da je Sandra Perković, vidjevši da Sara nema svoje vlastito koplje, uoči Olimpijskih igara 2016. kupila Sari novo koplje s potpisom Andreasa Thorkildsena, njezinog bacačkog uzora.
Osim što joj je kupila koplje, Sandra joj je plela i »pobjedničke frizure«: uoči završnice Europskog prvenstva 2016. u Amsterdamu, kada je bila brončana, te uoči prednatjecanja i završnice Olimpijskih igara.
Grad Ludbreg joj se za njezine uspjehe odužio spomen-pločom s iznosom duljine njezinog osobnog (i državnog) rekorda.

## Vanjske poveznice
- Sara Kolak na iaaf.org (engl.)
- Sara Kolak na diamondleague.com (engl.)
- Sara Kolak  Arhivirana inačica izvorne stranice od 27. kolovoza 2016. (Wayback Machine) na all-athletics.com (engl.)